# دانونزیو (فیلم)
دانونزیو (ایتالیایی: D'Annunzio) فیلمی ایتالیایی در سبک زندگینامه‌ای به کارگردانی سرجو ناسکا است که در سال ۱۹۸۷ منتشر شد. از بازیگران آن می‌توان به رابرت پاول و استفانیا ساندرلی اشاره کرد.